# Gonioctena holdhausi
Gonioctena holdhausi là một loài bọ cánh cứng trong họ Chrysomelidae. Loài này được Leeder miêu tả khoa học năm 1950.